# Північний вокзал (станція метро)
Північний вокзал (тат. Төньяк вокзалы, Tönyaq vokzalı) — станція Центральної лінії Казанського метрополітену. Відкрита 9 травня 2013 року.  Розташовується між станціями Авіабудівельна і Яшлек.

## Розташування і вестибюлі
Розташовується під рогом вулиць Декабристів та Воровського. Обслуговує довколишні житлові масиви і транзитний залізнично-автобусний північний вокзал Казань-2. Має два підземних вестибюлі, сполучених з платформою безескалаторними сходами. З північного вестибюля через підвуличний перехід має два виходи на вулицю Декабристів і два виходи на трамвайну зупинку. З південного вестибюля — вихід на вулицю Декабристів в напрямку вулиці Гагаріна.

## Конструкція станції
Північний вокзал — двопрогінна колонна станція  мілкого закладення з монолітного залізобетону з висотою від рівня платформи 5 метрів. Має острівну пряму платформу з двома підземними вестибюлями і блоком службових приміщень. 

## Оздоблення
В інтер'єрі планувалося обіграти теми Московського Кремля і Москви. Колійні стіни оздоблено мармуром червоних тонів, колони — композитними матеріалами, підвісна стеля у вигляді надплатформенного перекриття виконана з металевих конструкцій із заповненням світлових осередків матовим склом. Велика площа скління надає станції легкість і згладжує відчуття замкненості підземного простору. Підлоги платформи і вестибюлів оздобленні гранітними плитами з глянцевою і матовою поверхнею за спеціальним рисунком.

## Будівництво
Забивання перших шпунтів для стін станції почалося у січні-лютому 2010 року.. До 15 липня 2010 року планувалося завершення одного з тунелів до станції «Московська», проте будівництво другого тунелю було тимчасово призупинено через нестачу фінансування.

## Ресурси Інтернету
- Станція «Північний вокзал» на сайті «Казанський метрополітен»(рос.)
- Станція «Північний вокзал» на сайті Світ метро